# Замок Ворд

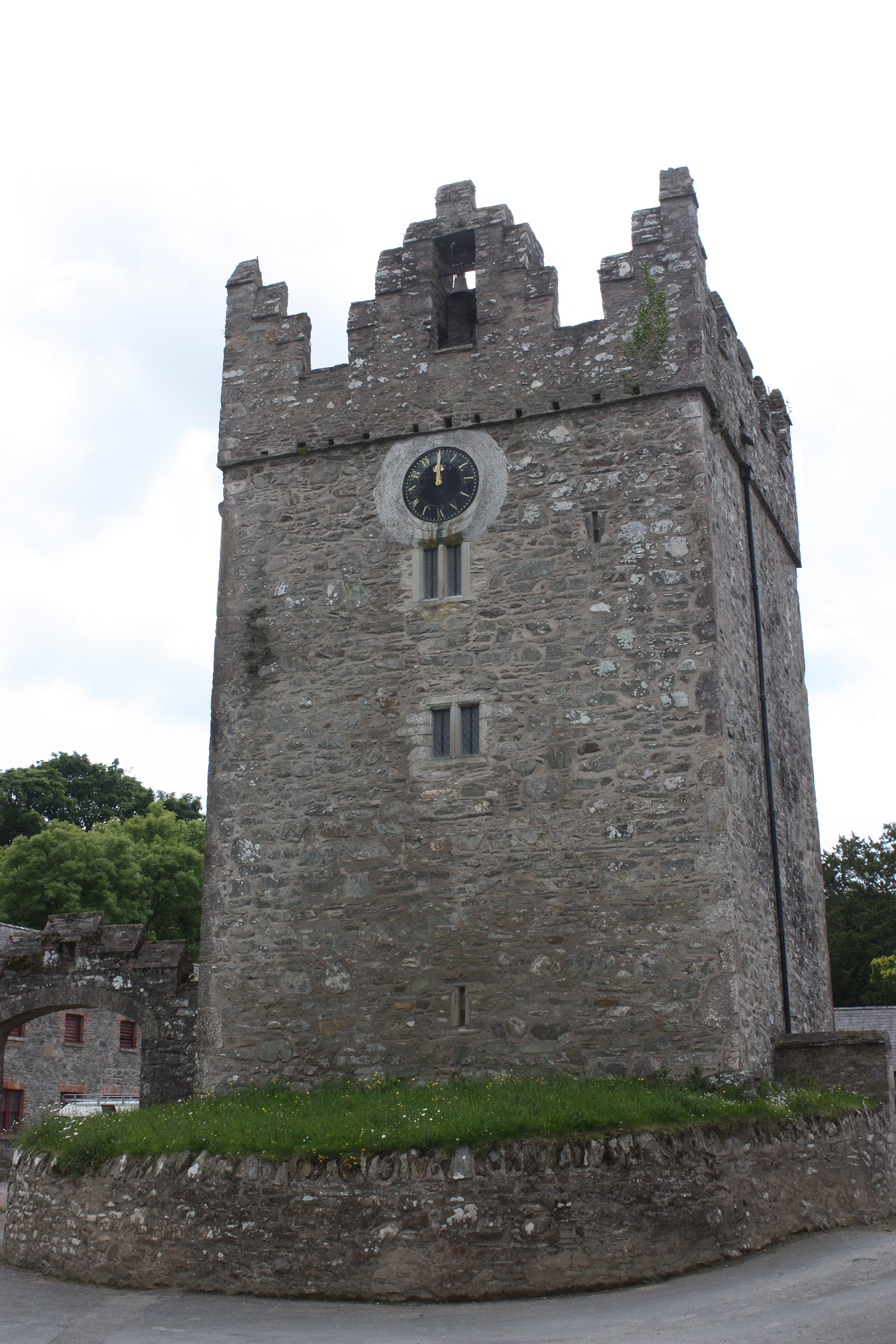
Башта замку Ворд.

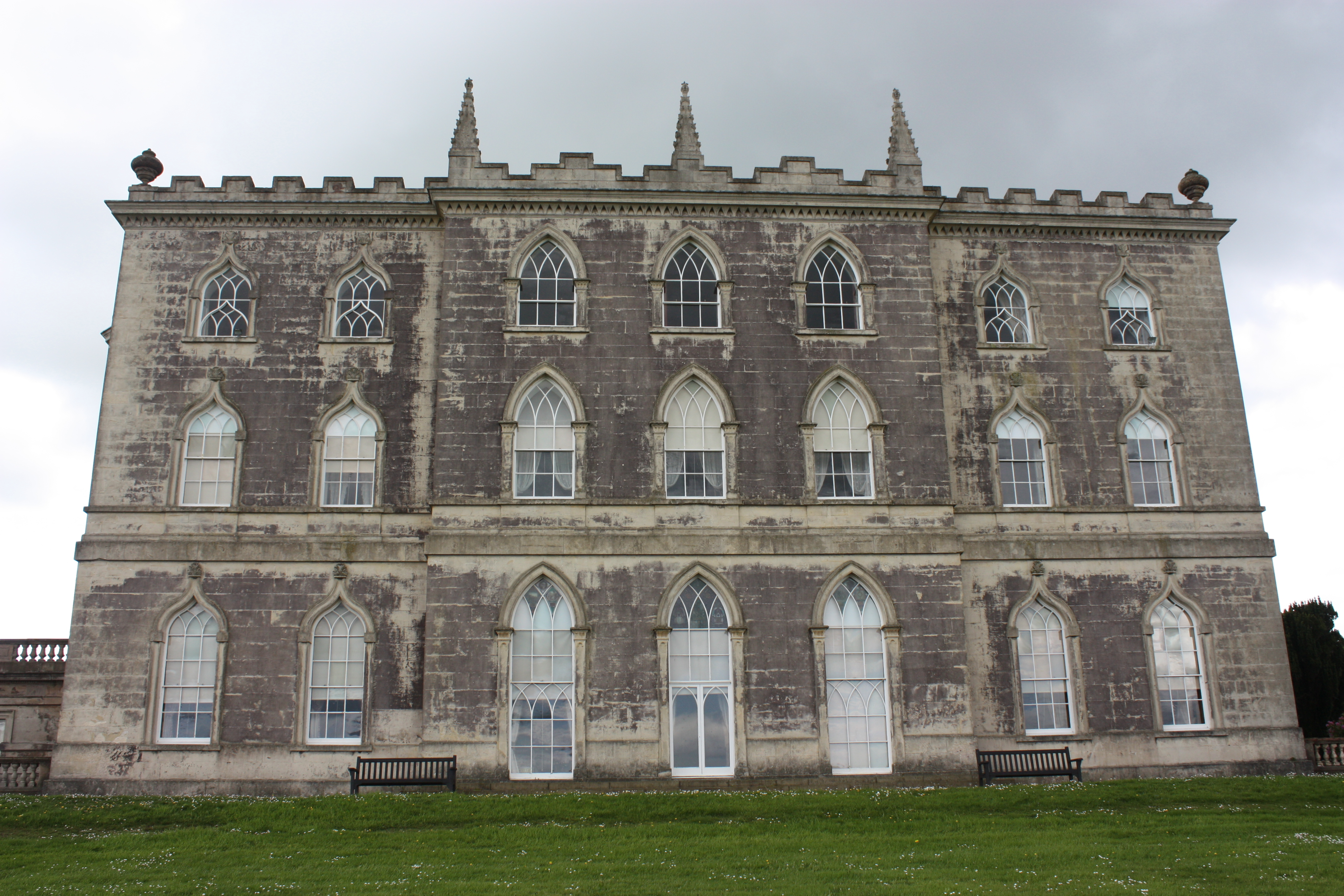
Готичні елементи замку Ворд.

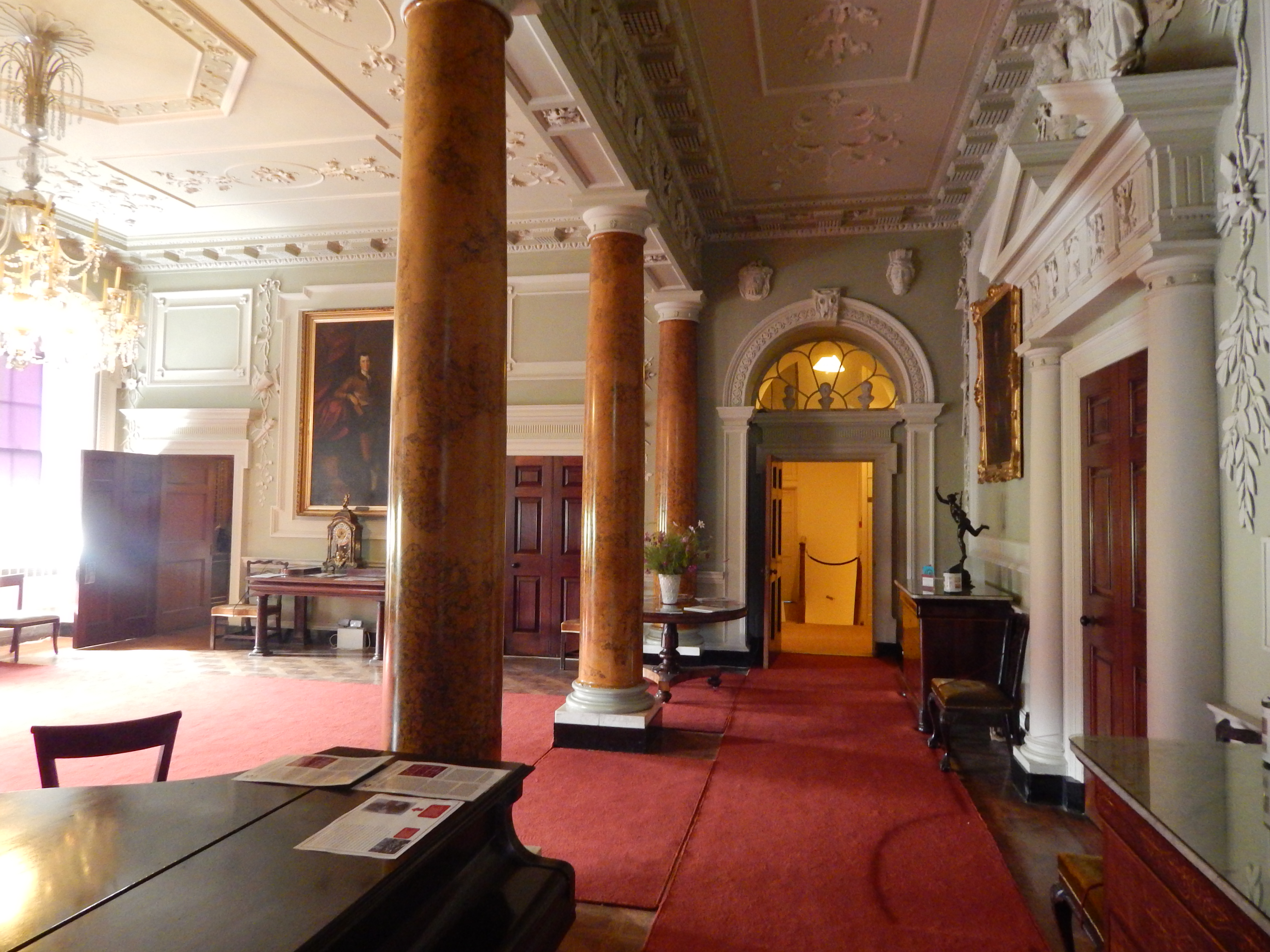
Інтер'єр замку Ворд.

Замок Ворд (англ. Castle Ward) — один із замків Ірландії, розташований недалеко від селища Странгфорд, у графстві Даун, Північна Ірландія. Від замку Ворд до селища Странгфорд 1,5 милі, до міста Даунпатрік — 7 миль. Замок лежить на берегах озера Странгфорд-Лох.
Замок Ворд відкритий для публіки, навколишні землі володінь Ворд включають у себе 332 гектарів (820 акрів) ландшафтних садів, на території володінь Ворд є укріплені башти, вікторіанські особняки, театр, ресторан, магазин, млини. З 1985 по 2010 рік у замку Ворд відбуваються щорічні фестивалі опери.
Двір замку використовувався для знімання сцен із подіями у вигаданому замку Вінтерфелл для серіалу Гра престолів.

## Особливості архітектури
Найцікавішим аспектом замку Ворд є те, що його він містить подвійний архітектурний стиль: архітектура замку одночасно відображає смаки лорда Бангор і його дружини — леді Енн Блай. У той час як парадна сторона будівлі будувалася в класичному стилі Палладіо з колонами, що підтримують трикутний фронтон, протилежна сторона має елементи Георгієвського стилю та готичні елементи з загостреними вікнами, бійницями і шпилями. Ці відмінності в стилі і далі простежуються по всьому замку.

## Історія замку Ворд
Замок Ворд був резиденцією аристократичної родини Ворд з 1570 року. Спочатку замок був відомий як Керрік на Шеннах і належав графам Кілдер. Потім замок купив Бернарда Ворд — батько сера Роберта Ворда — Генерального Інспектора-Ірландії. Утворення вотчини площею 850 акрів також датується XVI століттям. Родина Ворд побудувала низку замків та особняків. Старий замок Ворд побудований у 1590 році біля озера Странгфорд-Лох і до сих пір зберігся, але потім був збудований особняк близько 1720 року — його збудував суддя Майкл Ворд. Цей особняк був зруйнований близько 1850 року, хоча деякі особливості ландшафтного дизайну цього особняка збереглися.
Нинішній замок Ворд — основний будинок був побудований у 1760 році для сина Майкла Ворда — Бернарда Ворда — І віконта Бангор. Про архітектора цього замку мало що відомо, можливо, він був з Брістоля. З цим архітектором родина Ворд мала тісні зв'язки. Можливо, це був Джеймс Бріджес, що практикував у Брістолі між 1757 і 1763 роками і чиї споруди там має деяку схожість із замком Ворд.
У 1748 році було розбудоване селище, був побудований будинок для страшного сина Бернарда Ворда — Ніколаса Ворда, що був божевільним. Коли його молодший брат Едвард Ворд помер в 1812 році, залишивши маленького сина, молодший брат Роберт Ворд, скористався можливістю, перемістив божевільного Ніколаса в менший будинок у Даунпатрік і забрав із замку Ворд все цінне. Замок Ворд лишався порожнім до смерті Ніколаса Ворда в 1827 році, коли він був успадкований сином Едварда Ворда, що став ІІІ віконтом Ворд. Він і його нащадки провели процес відновлення будівлі. У 1950 році помер VI віконт Ворд і замок та землі Ворд були передані уряду Північної Ірландії. Замок і сади були передані в Національний фонд у 1952 році.
10 лютого 1973 року Леонард О'Хенлон у віці 23 роки та Вів'єн Фітцсіммонс у віці 17 років — обидва члени Ірландської республіканської армії (ІРА) загинули в результаті передчасного вибуху бомби у замку Ворд.